# 相間川温泉

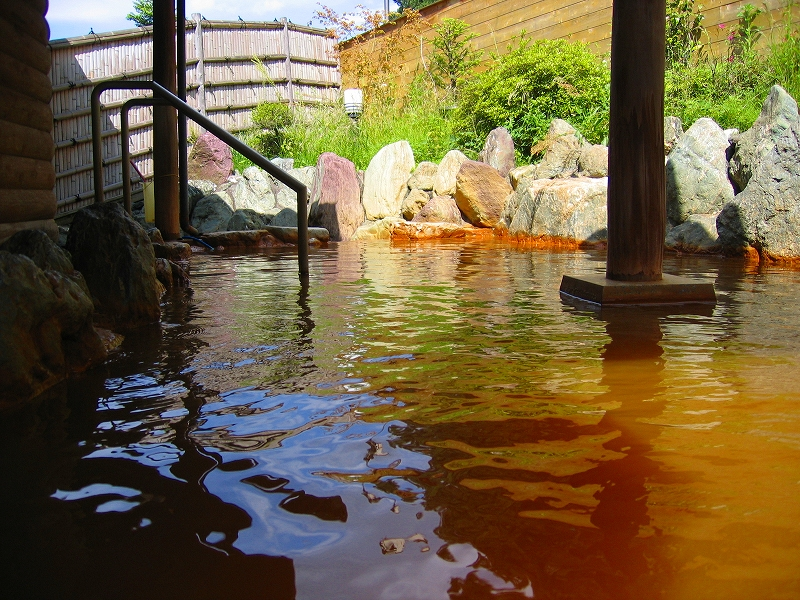
ふれあい館露天風呂

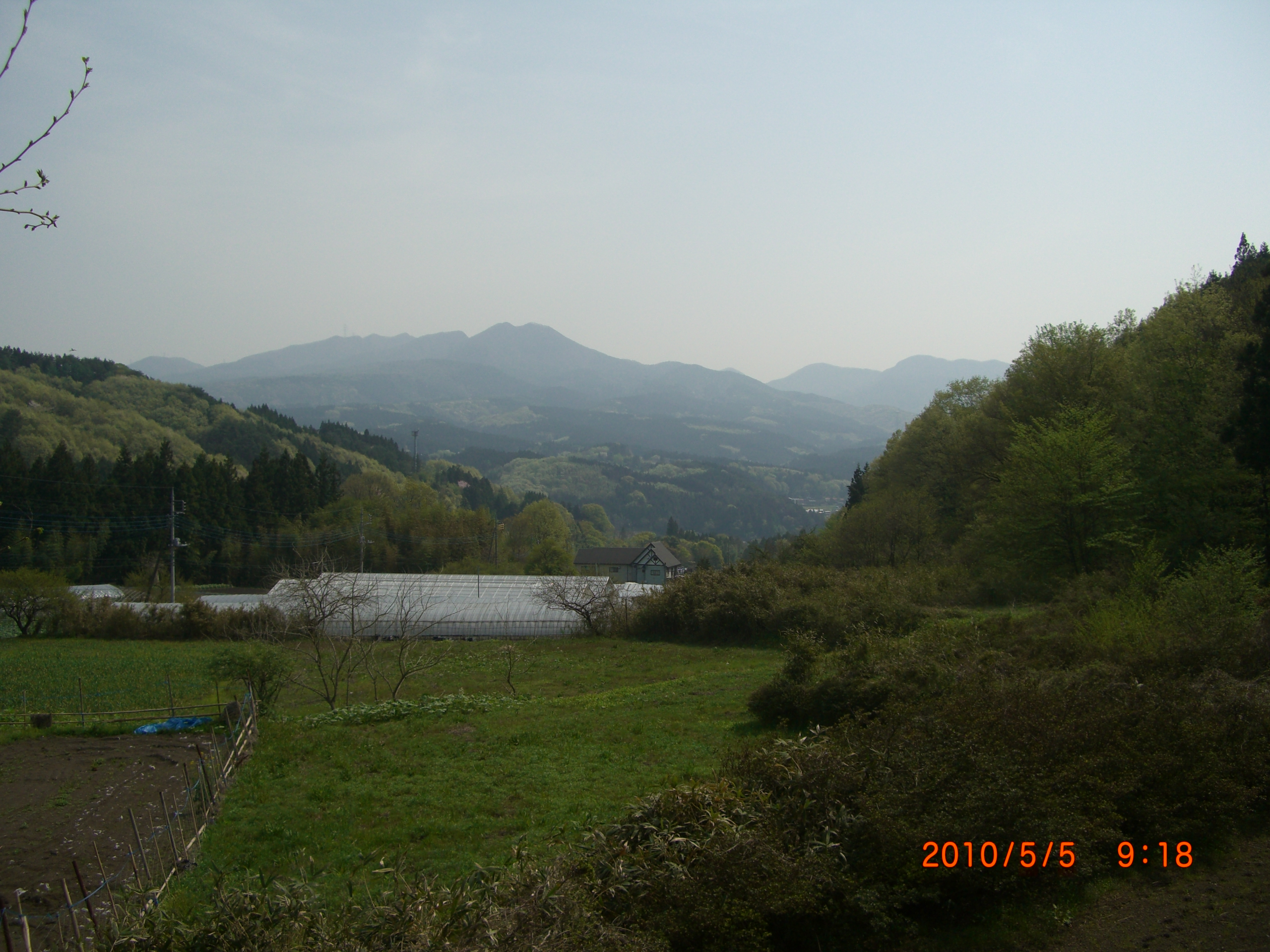
相間川温泉からの景色

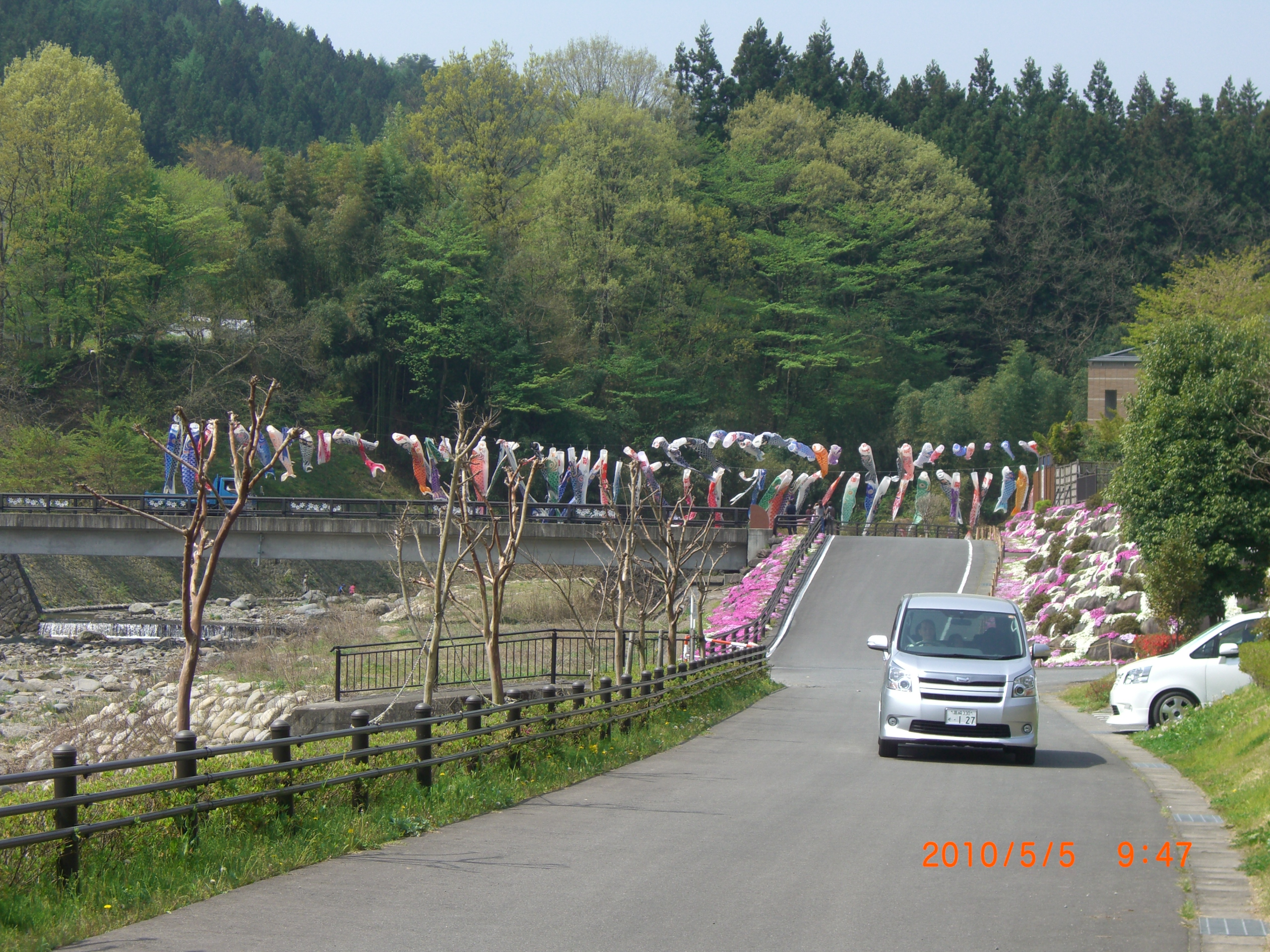
相間川の鯉のぼり

相間川温泉（あいまかわおんせん）は、群馬県高崎市倉渕町水沢（旧国上野国）にある温泉。旧倉渕村内にある温泉の一つである。

## 概要
相間川温泉は、相間川の辺にある一軒宿である。周りは山で覆われ、麓の町からも離れた宿である。景色は榛名山杏ヶ岳（榛名山の外輪山）などが見える。近くには倉渕せせらぎ公園などがあり、群馬県内でも最大級のループ式のローラースライダーなどがある。また、5月のゴールデンウィークには川の岸から岸に大きな鯉のぼりを展示している。
温泉は黄褐色で、一面黄金色のお風呂が見渡せる。
「高崎市国民健康保険保養施設」に指定されている。

## 泉質
- ナトリウム
- カルシウム
- 塩化物強塩温泉

## アクセス
関越自動車道高崎インターチェンジから国道406号で長野原方向に進み、約1時間。倉渕の町が見え始めたら、すぐに倉渕郵便局の交差点を左折し、烏川を渡ったら右折すると看板が見えるので、左折する。近辺には鉄道の駅は存在せず、高崎駅から相間川温泉までバスが走っている。

### 周辺の温泉
- 草津温泉
- 四万温泉
- 三福温泉